# Slaget vid Obermühlenberg
Slaget vid Obermühlenberg var ett slag under första polska kriget, den 13 augusti 1565 som utkämpades mellan svenska styrkor under Henrik Klasson Horn af Kanckas och de under Polen ställda så kallade hovmännen under Kaspar von Oldenbokum. Hovmännen hade marscherat från Pernau och ämnade erövra Reval, dagens Tallinn, och stod den 11 augusti framför stadens murar och slog läger i en ekskog nära Obermühlenberg. Efter att ha byggt ett par enkla befästningar runt lägret ordnade von Oldenbokum med gästabud, men bara två dagar senare gjorde Horn ett utfall med sina soldater. Dagen slutade med att von Oldenbokum och hans resterande styrkor måste slå till reträtt. Svenskarna förföljde fienden och von Oldenbokum blev dödligt sårad i denna strid. Med hans död upphörde hans självständigt verkande styrka att existera.